# Elena Anger
Elena Margareta Anger, född Wikström den 24 december 1920, död den 18 november 2010 i Oscars församling i Stockholm, var en svensk konstnär.
Hon var dotter till ryttmästaren Nils Wikström och Corinna Autenrieth-Vital samt gift med diplomaten Per Anger. Hon studerade vid Konsthögskolan och vid Otte Skölds målarskola i Stockholm samt under studieresor till Frankrike. Hon medverkade i samlingsutställningar med Sveriges allmänna konstförening och hon medverkade med en teckning i svartkrita vid utställningen Nordiska konstnärinnor på Liljevalchs konsthall. Elena Anger är representerad vid Nationalmuseum i Stockholm. Makarna Anger är begravda på Norra begravningsplatsen utanför Stockholm.